# Atractomorpha hypoestes
Atractomorpha hypoestes is een rechtvleugelig insect uit de familie Pyrgomorphidae. De wetenschappelijke naam van deze soort is voor het eerst geldig gepubliceerd in 1980 door Key & Kevan.